# Цезар салата
Цезар салата је салата од зелене салате и крутона преливена лимуновим соком (или соком лимете), маслиновим уљем, јајетом, Вустер сосом, инћунима, белим луком, Дижон сенфом, пармезаном и црним бибером.
У свом изворном облику ова салата се припрема и служи као прилог.

## Историја
Стварање салате углавном се приписује угоститељу Цезару Кардинију, италијанском имигранту који је управљао ресторанима у Мексику и Сједињеним Државама. Његова ћерка Роза испричала је да је њен отац измислио салату у свом ресторану у Тихуани, Мексико, када је гужва Четвртог јула 1924. потрошила кухињске залихе. Кардини се задовољио оним што је имао да припреми оброк, додајући драматично бацање на сто "од стране кувара". Кардини је живео у Сан Дијегу, али је такође радио у Тихуани, где је избегавао ограничења прохибиције. Велики број Кардинијевог особља је тврдило да су они измислили јело. 
Џулија Чајлд рекла је да је јела салату Цезар у Кардинијевом ресторану када је била дете 1920-их. 1946. новинска колумнисткиња Дороти Килгален написала је о Цезаровој салати који садржи инћуне, што се разликује од Кардинијеве верзије:
Салату Цезар Њујорчанима ће представити Gilmore's Steak House. То је сложена смеша која се дуго припрема и садржи много белог лука, сирова или мало кувана јаја, крутоне, зелену салату, инћуне, пармезан сир, маслиново уље, сирће и доста бибера.
Према Рози Кардини, оригинална Цезар салата (за разлику од салате његовог брата Алекса Aviator (пилотска), која је касније преименована у Цезар салату) не садржи делове инћуна; благ укус инћуна долази од Вустер соса. Кардини се противио употреби инћуна у својој салати. 
Седамдесетих година 20. века, кћерка Кардини рекла је да је оригинални рецепт обухватао целе листове салате, који су требали да се подижу за стабљику и једу прстима; кувана јаја; и италијанско маслиново уље.
Иако оригинални рецепт не садржи инћуне, модерни рецепти обично укључују инћуне као кључни састојак, који су често емулговани у верзијама у боцама. Цезарске преливе у боцама данас производе и пласирају на тржиште многе компаније.
За заштитне марке „Кардини'с“, „Цезар Кардини'с“ и „Оригинал Цезар Дресинг“ тврди се да датирају од фебруара 1950. године, мада су регистровани тек деценијама касније а доступно је више од десетак врста флашираног Кардинијевог прелива данас, са разним састојцима.

## Уобичајени састојци
Уобичајени састојци многих рецепата су:   
- зелена салата
- маслиново уље
- згњечени бели лук
- со
- Дижон сенф
- црни бибер
- сок од лимуна
- Вустер сос
- инћуни
- сирова или кувана јаја
- рендани пармезан
- крутони

Варијације укључују варирање листова, додавање меса попут пилетине или сланине на жару или изостављање састојака попут инћуна и јаја.

## Здравствени проблеми
Постоји својствени ризик од заразе бактеријама салмонеле које се повремено могу наћи у сировом јајету из испуцале или неправилно опране љуске јајета. Међутим, неке земље попут Велике Британије елиминисале су овај ризик стратегијама вакцинације и контроле. Ипак, новије верзије рецепта захтевају барем кратко кувана или пастеризована јаја. Рецепти могу изоставити јаје и произвести „цезар винаигрету“. Постоје многе варијације ове салате; јогурт је понекад замењен јајима да би задржао кремасту текстуру, а други захтевају употребу мајонеза.